# Martinovics-hegyi-kristályfülke
A Martinovics-hegyi-kristályfülke az egyik kis méretű barlang, amely a Budai-hegységben, Budapest XII. kerületében helyezkedik el. Sokan ismerik a régen benne megfigyelhető kristályok miatt.

## Leírás
A Duna–Ipoly Nemzeti Park területén lévő Kis-Sváb-hegyen található a barlang. (A hegyet 1950-ben Martinovics Ignácról nevezték el. A Kis-Sváb-hegy nevet 1991-ben kapta vissza.) A hegy É-i részén lévő, már nem működő kőfejtő kb. 15 m magas, függőleges sziklafalának tövében nyílik. Bejárata messziről is látszik, hasadékszerű. A 2005-ben viszonylag tisztának talált üreg környezete szemetes.
Kőbányászat közben fedezték fel. Ásványkiválásai nagyon megrongálódtak. Eocén kori mészkőben keletkezett. Egyetlen függőleges, 2 m hosszú, 1 m széles és 4 m magas hasadékból áll. Az üreg falain majdnem mindenhol kalcitkristályok láthatók. Kalcitlemezek is előfordulnak benne.
Kordos László szerint a barlangi barit leghíresebb, budapesti lelőhelyének számított, amíg a telek, ahol az üreg volt, tulajdonosa az ásványgyűjtők miatt szurokkal vastagon lekente a borszínű, sárga táblás kristályokat. Szintén Kordos László szerint Koch Sándor a fennőtt, sárga színű kalcitkristályok között fluoritot és 0,3–0,6 milliméteres kristálytűkből álló goethitet talált. Ozoray György 1960-ban azt írta ezzel kapcsolatban, hogy Koch a Martinovics-hegy kis üregeiben, amelyek közül kevés éri el, vagy közelíti meg az ember számára járható méretet, találta ezeket az ásványokat, így azok nem tekinthetők barlangban előforduló ásványnak a Martinovics-hegy lelőhelyeinek alapján.
Előfordul a barlang az irodalmában Kis-sváb-hegyi kőfejtő kristályürege (Bertalan, Schőnviszky 1973–1974), Kis-Sváb-hegyi kőfejtő sziklaürege (Kordos 1984), Kissvábhegyi kristályüreg (Bertalan 1976), Kristály-barlang (Pápa 1943), Kristálybarlang (Pápa 1957), Kristálypince (Bertalan 1976), Martinovich-hegyi-barlang (Józsa 1963), Martinovich-hegyi barlang (Kordos 1984), Martinovicshegyi kristályüreg (Bertalan 1976) és Martinovics-hegyi üreg (Sásdi 1993) neveken is.

## Történet
Koch Sándor 1939-ben megjelent közleményében meg van említve, hogy a Martinovics-hegyen és a Hűvösvölgyben található mészkőbányákban végzett robbantás kristályüreget tárt fel (Koch Sándor kisdiák korában). A mészkőüreg falain borsárga, áttetsző kalcitkristályok százai ragyogtak. A kőzetet sűrűn egymás mellé települve borították a kalcitkristályok. A majdnem egyforma nagyságú kristályok közül néhány jól megtermett díszpéldány kiemelkedett. Ha szerencséjük volt Koch Sándoréknak, akkor találtak olyan darabokat is, amelyeket a barit sárga, apró, táblás kristályai borítottak, de nagyon ritkán volt olyan is, hogy fluorit színtelen, apró kockái rejtőztek a kis kalcitkristályok között.
Pápa Miklós 1943-ban megjelent tanulmányában az olvasható, hogy érdekes a Kis-Sváb-hegyen lévő Kristály-barlang, amelyben még mostanában is tanyáztak csavargók, akik a néptelen utakon arra járókat (esténként) kifosztották. Az üreg alacsony bejáratán csak hason fekve lehet bekúszni. Pápa Miklós először hétköznap délután járt benne. Ezen a délutánon Pápa Miklósék a barlangban ócska ruhadarabokat, gyertyamaradványokat és szalmafekhelyet láttak. Másodszor vasárnap reggel látogattak el a barlanghoz. Amikor vasárnap reggel be akartak mászni a barlangba, akkor egymásután három börtönreérett kinézetű, züllött ruházatú alak bújt ki a barlangból. Később a rendőrség betömette a barlangot. Az 1957-ben kiadott Budai hegyek útikalauz szerint a Martinovics-hegy egyik bányájában van a szép Kristálybarlang, amely be lett tömve. Az 1958-ban napvilágot látott, Budapest természeti képe című könyvben, a János-hegy–Hárs-hegy csoportjának és a Csíki-hegyek barlangjairól szóló részben az van írva, hogy a Martinovics-hegy mészkőbányáiban fel lett tárva néhány karsztos járat, amelyeknek néhány pontján lerakódott szép kalcit, és egyéb kristályok.
Az 1960. évi Karszt- és Barlangkutatási Tájékoztatóban szó van arról, hogy Koch Sándor a Martinovics-hegy kis üregeiben megfigyelt érdekes ásványtársaságot. Fennőtt sárga kalcitszkalenoéderek között fluoritkristálykákat és 0,3–0,6 mm-es kristálytűkből álló goethit tűket észlelt. Híres ásványlelőhelyek a Martinovics-hegy mészkőhasadékai és kis üregei. Az üregek közül kevés éri el, vagy közelíti meg az ember által járható méretet, ezek ezért nem barlangi előfordulások. A Martinovics-hegy nem barlangi lelőhelyén lévő kalcitkristályokon fennőtt, kristályos kvarc lett kimutatva, amely a Budai-hegységben csak itt fordul elő. A martinovics-hegyi fluoritelőfordulás nem barlangi jellegű.

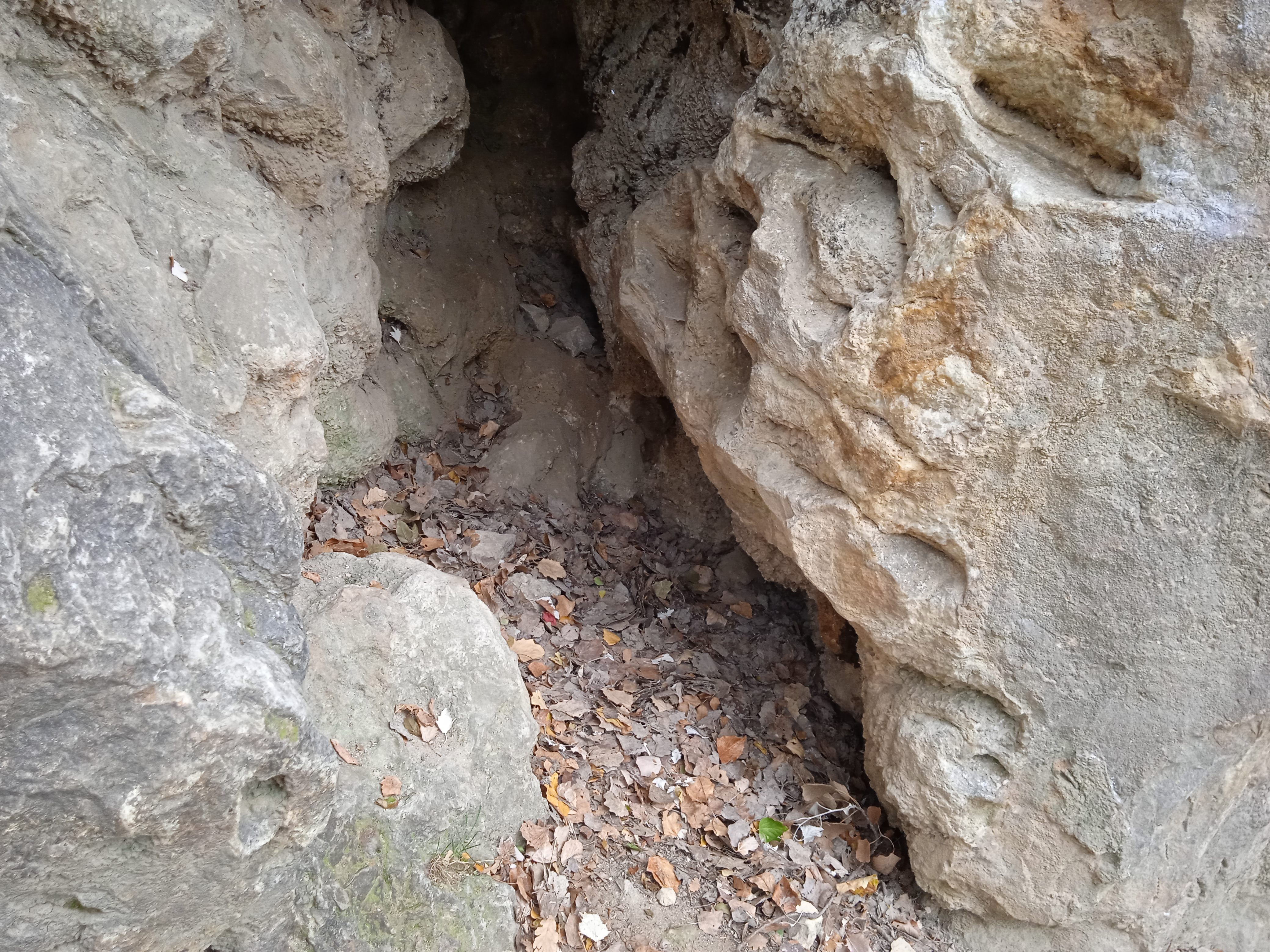
A Martinovics-hegyi-kristályfülke belseje

Az 1963. évi Karszt- és Barlangkutatási Tájékoztató 1–2. füzetében az olvasható, hogy a Szabó József Geológiai Technikum Barlangkutató Csoportjának tagjai 1962-ben vezettek egy munkatúrát a Martinovics-hegyen fekvő barlangba. A folyóirat 1963. évi évfolyamának barlangnévmutatója szerint az 1–2. füzetben említett barlang a Martinovich-hegyi-barlang. Az 1964-ben kiadott, Geológiai kirándulások Budapest környékén című könyvben van egy rövid ismertetés, amely szerint a helyiek a Martinovics-hegyen található, kristályokkal kibélelt, egy vagy két darab nagy méretű, barlangszerű üreg alapján a hegyen lévő nagy kőfejtőt kristálybarlangnak hívták. Az 1966-ban megjelent, Koch Sándor által írt könyvben a hegyben található repedésekről, kis üregekről lehet olvasni, de a barlang szót nem használta az író a hegyen található üregekre. A nagyobb hasadékok kristálypince jellegűek voltak. Az 1966-ban napvilágot látott Budai-hegység útikalauz szerint a Szabó József Geológiai Technikum barlangkutatói 1962-ben végeztek feltáró munkát a Kristálybarlangban, amelynek a Martinovics-hegy egyik kőbányájában van a bejárata.
Az 1976-ban befejezett, Bertalan Károly által összeállított, Magyarország barlangleltára című kéziratban az olvasható, hogy Budapest XII. kerületében, a martinovics-hegyi nagy kőfejtő udvarában, valószínűleg a Ny-i fal aljában található a Martinovicshegyi kristályüreg (Kissvábhegyi kristályüreg, Kristálypince). Bejáratát néha befalazták és köveket raktak bejáratába, hogy kristályait megvédjék. A valószínűleg hévizes eredetű üreg minden bizonnyal pár méter hosszú volt. Az üregben sok a kalcitkristály. Az üreg a feltárása után látványosság lehetne, de megóvása nem lenne egyszerű. A kézirat üreget ismertető része 2 irodalmi mű alapján van írva.

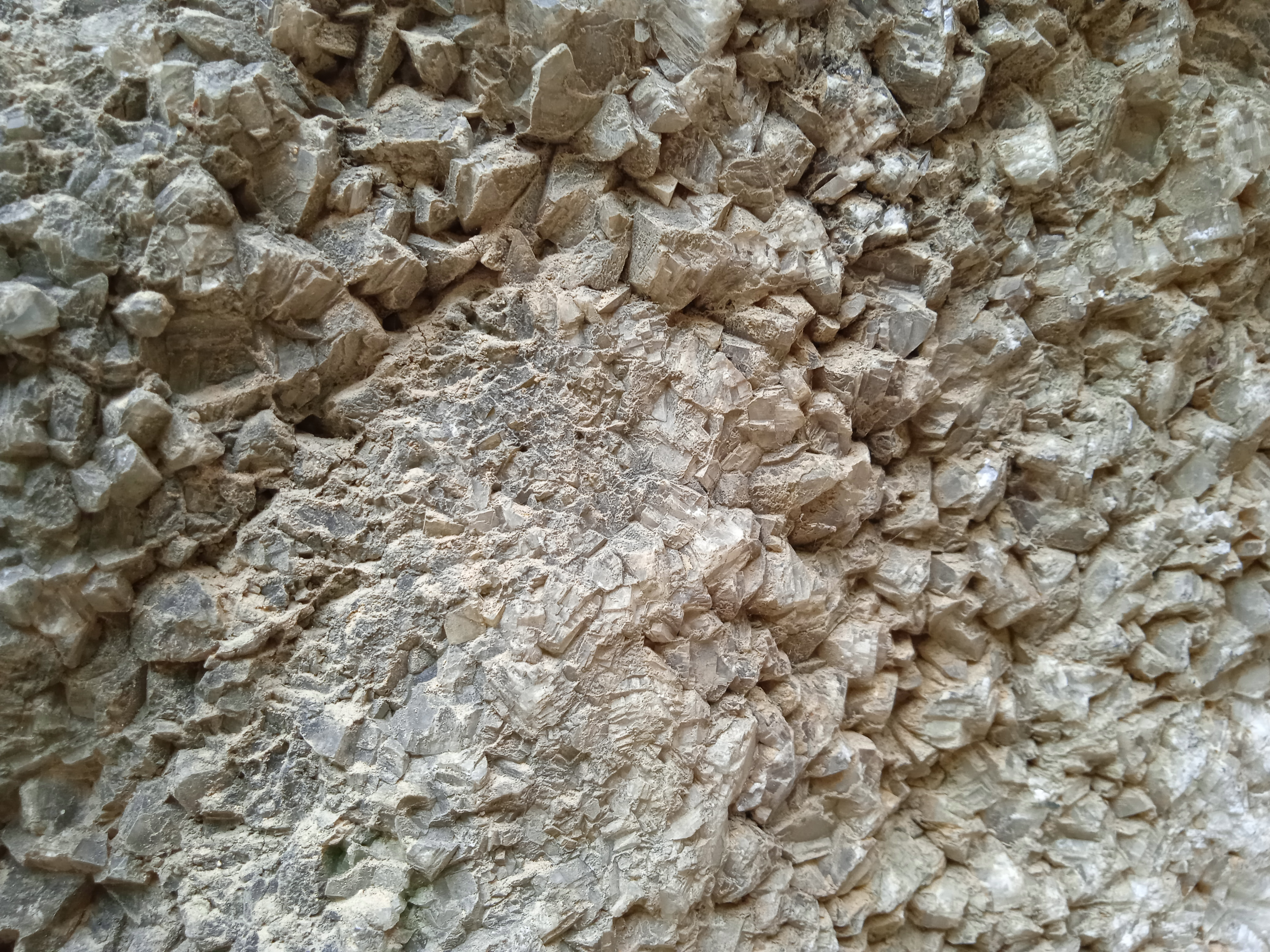
Kristályok a Martinovics-hegyi-kristályfülkében

A Bertalan Károly és Schőnviszky László által összeállított, 1976-ban megjelent Magyar barlangtani bibliográfia barlangnévmutatójában meg van említve a Budai-hegységben lévő egyik barlang Kis-sváb-hegyi kőfejtő kristályürege néven. A barlangnévmutatóban meg van említve 2 irodalmi mű, amelyek foglalkoznak a barlanggal. Az 1982-ben napvilágot látott, Budai-hegység útikalauz című kiadványban szó van arról, hogy (1962-ben) feltáró munkát végeztek a Szabó József Geológiai Technikum barlangkutatói a Martinovics-hegy egyik kőbányájából nyíló Kristály-barlangban.
Az 1984-ben megjelent, Magyarország barlangjai című könyvben meg van említve, hogy a barlangi barit Budapesten található legnevezetesebb lelőhelye a Martinovics-hegyen lévő kis barlang volt addig, amíg az üregnek helyet adó telek tulajdonosa megunta az ásványgyűjtőket, és ezért szurokkal vastagon lekente a borsárga táblás kristályokat. Koch Sándor a szomorú véget ért, Martinovics-hegyen lévő üregben, a fennőtt sárga kalcitkristályok között elhelyezkedő fluoritnyomokat és 0,3–0,6 mm-es kristálytűkből álló goethitet talált. A kiadvány országos barlanglistájában szerepel a Budai-hegységben lévő egyik barlang Kis-Sváb-hegyi kőfejtő sziklaürege néven, Kissvábhegyi kristályüreg és Martinovich-hegyi barlang névváltozatokkal. A listához kapcsolódóan látható a Dunazug-hegység barlangjainak földrajzi elhelyezkedését bemutató, 1:500 000-es méretarányú térképen a barlang földrajzi elhelyezkedése.
A Magyar Karszt- és Barlangkutató Társulat 1987. évi központi kutatótáborának tábori tájékoztatójában az van írva, hogy a Budai-hegységben, forró víz hatására létrejöttek kristályokkal kitöltött hasadékok. A legszebbek a Martinovics-hegyen voltak és járható méretű volt némelyik. A kőfejtőt azóta feltöltötték, ezért legtöbbjük jelenleg hozzáférhetetlen, pedig az ásványtan szakemberei között híresek voltak az innen előkerült kalcitkristályok. Az 1993. évi Karszt és Barlangban kiadott tanulmány szerint a Budai-hegység néhány pontján, akár ember számára járható méretű üregek falán, például a Martinovics-hegyi üregben található kalcit.